# Greenfield Township (comté de Warren, Iowa)
Pour les articles homonymes, voir Greenfield Township.
Greenfield Township est un township du comté de Warren en Iowa, aux États-Unis,.

## Source de la traduction
- (en) Cet article est partiellement ou en totalité issu de l’article de Wikipédia en anglais intitulé « Greenfield Township, Warren County, Iowa » (voir la liste des auteurs).